# Sita Ram
Pour les articles homonymes, voir RAM.
Ne doit pas être confondu avec Sita Ram Goel.
Sita Ram est un peintre indien bengali actif au début du XIXe siècle (entre 1814 et 1823).

## Biographie
Considéré comme l'un des meilleurs peintres indiens du XIXe siècle, l'œuvre de Sita Ram, tombée dans l'oubli, a été exhumée dans les années 1970, lors d'une vente aux enchères où trois albums d'aquarelles furent mises en vente. L'identité de l'artiste ne fut élucidée qu'en 1995 lorsque les albums vendus en 1974 furent rattachés à un groupe de huit autres albums que la British Library de Londres venait d'acquérir. Il s'avéra que Sita Ram, l'auteur des peintures, était un peintre engagé au service de Francis Rawdon-Hastings, deuxième comte de Moira et futur Marquis de Hastings, gouverneur général du Bengale de 1813 à 1823 et qu'il avait accompagné dans ses voyages dans le nord de l'Inde. Sita Ram peignit donc des aquarelles des différents monuments rencontrés, comme le Taj Mahal. Dans ses vues asymétriques, il y démontre sa profonde assimilation du style des aquarelles anglaises de l'époque et son goût pour les ruines mélancoliques. On conserve de cet artiste dix albums de voyage de 1814 et 1815 et au moins deux autres entre 1817 et 1821, à quoi s'ajoutent des planches d'histoire naturelle.